# Bell 427
Bell 427 je dvomotorni civilni helikopter američkog proizvođača "Bell Helicopter Textron" Izrađen je na osnovi Bell 407.  
Četverokraki rotor pokreću dva turbo-osovinska motora od 410 kW svaki. Helikopter ima osam sjedišta, dva zasebna naprijed i dva puta po tri sjedišta, jedni nasuprot drugih, u stražnjem dijelu kabine. Bell je planirao 2004. godine redizajnirati helikopter nudeći 427i inačicu ali je odustao i usredotočio se na novi poboljšani tip Bell 429. 

## Tehničke karakteristike
Osnovne karakteristike
- posada: 1
- kapacitet: 7
- dužina: 10,94 m
- promjer rotora: 11.28 m
- visina: 3,49 m

Letne karakteristike
- najveća brzina: 259 km/h
- ekonomska brzina: 256 km/h
- dolet: 730 km
- brzina penjanja: 10,16 m/s
- najveća visina leta: 3.048 m
- motor: 2× Pratt & Whitney Canada PW207D turbo-osovinska motora

## Poveznice
- Bell 429

## Vanjske poveznice
|  | Zajednički poslužitelj ima još gradiva o temi Bell 427 |

- (en) Bell 427
- Bell 427 - aviastar.org